# Absam
Absam ist eine österreichische Gemeinde in Tirol mit 7333 Einwohnern (Stand 1. Jänner 2025). Die Gemeinde liegt im Gerichtsbezirk Hall in Tirol. Absam ist ein Pilgerort am Jakobsweg, dessen Wallfahrtskirche im Jahre 2000 zur Basilica minor erhoben wurde.

## Geografie
Absam liegt am Rande des Karwendelgebirges in der Nähe der mittelalterlichen Stadt Hall in Tirol und der Landeshauptstadt Innsbruck auf einer Höhe von 632 m ü. A. Höchster Punkt der Gemeinde ist der 2725 m hohe Große Bettelwurf.
Absam gehört zu den MARTHA-Dörfern.

### Berghütten
- Bettelwurfhütte
- Hallerangeralm
- Hallerangerhaus

### Gemeindegliederung
Die Gemeinde Absam besteht aus der einzigen Katastralgemeinde und Ortschaft Absam, Ortsteile sind Absam Dorf und Eichat.

### Nachbargemeinden
| Scharnitz |                                             | Vomp                    |
| Thaur     | Kompassrose, die auf Nachbargemeinden zeigt | Gnadenwald, Baumkirchen |
|           | Hall in Tirol                               | Mils, Fritzens          |

## Geschichte

### Ortsgeschichte
In der Zeit von 995 bis 1005 wird der Ort erstmals in den Traditionsbüchern des Hochstifts Brixen als „Abazânes“ bzw. „Abazanes“ genannt. Die Herkunft des Ortsnamens ist nicht ganz sicher:
1. Das Wort kann eine Eindeutschung vom vulgärlateinischen Flurnamen *abbatiani = ‚dem Abt gehöriges Flurstück‘ sein. Die Genese: *abbatiani > Abazanes > Absan > Absam.
2. Das Wort kann auf den keltischen Personennamen Abudios zurückgehen und als Ausgangswort *Abudianos (‚beim Landgut des Abudios‘) haben.[2]

In der Absamer Gegend setzte schon früh die Industrialisierung ein, besonders durch den Salzabbau im Halltal.

### Marienerscheinung von 1797
Am 17. Jänner 1797 entdeckte die Bauerstochter Rosina Puecher an einer Fensterscheibe ein Marienbildnis, das einem schwarzen Kupferstiche ähnlich war. Es wurde bestätigt, dass der Hausbewohner nichts damit zu tun habe. Man hob den Fensterflügel aus und brachte ihn nach Innsbruck zur Untersuchung.  Die Tatsache, dass genau in dieser Zeit großer Not (Seuche und Franzosenbelagerung) das Bildnis der Madonna im Glase sichtbar wurde, wurde als göttliches Zeichen gedeutet.
Seither kamen und kommen unzählige Wallfahrer, um bei der Absamer Muttergottes Trost und Hilfe zu erbitten.

### Bevölkerungsentwicklung
EinwohnerJahr100020003000400050006000700080001860189019201950198020102040EinwohnerEinwohnerentwicklung von Absam

## Kultur und Sehenswürdigkeiten
- Schloss Melans
- Schloss Krippach

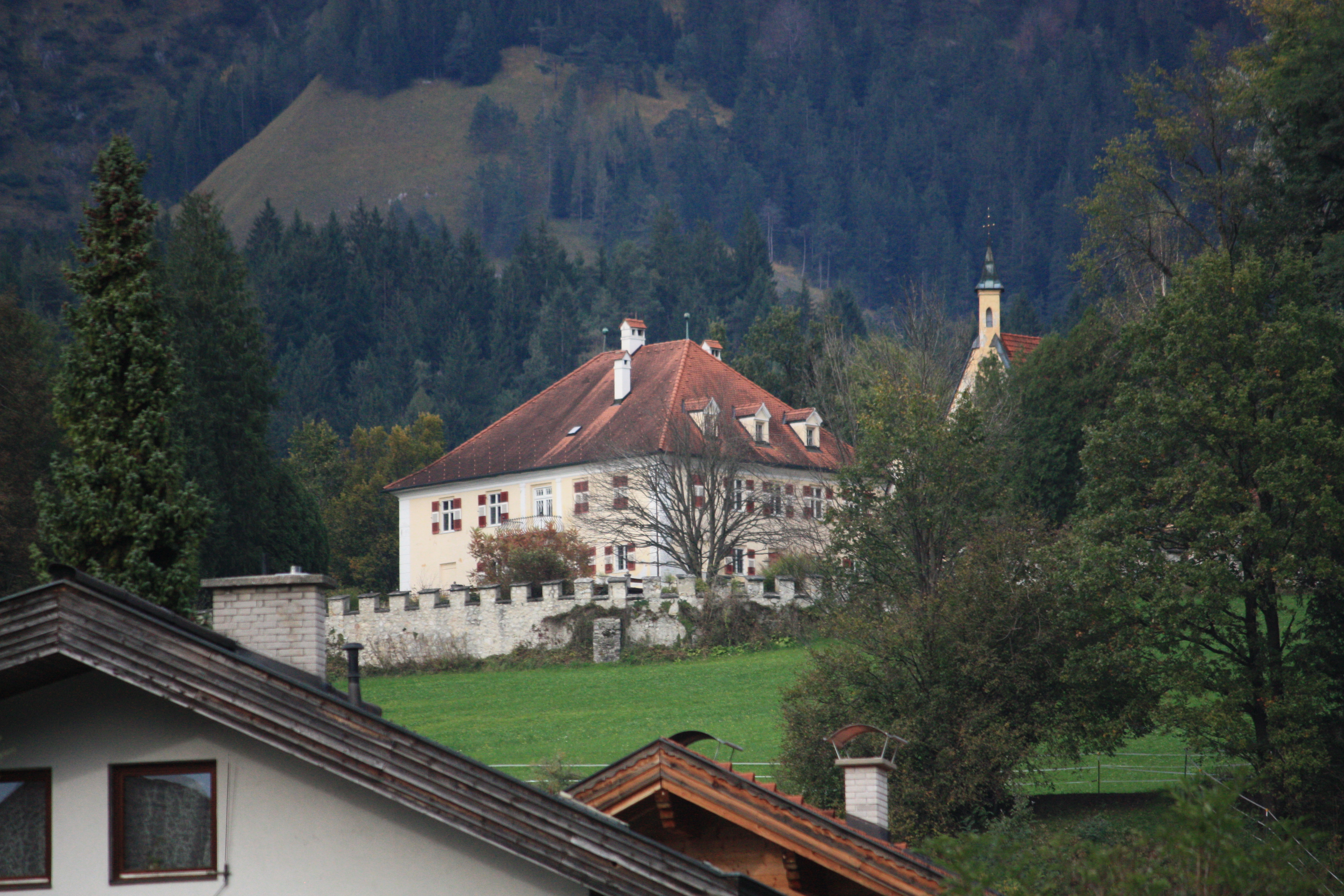
Schloss Melans

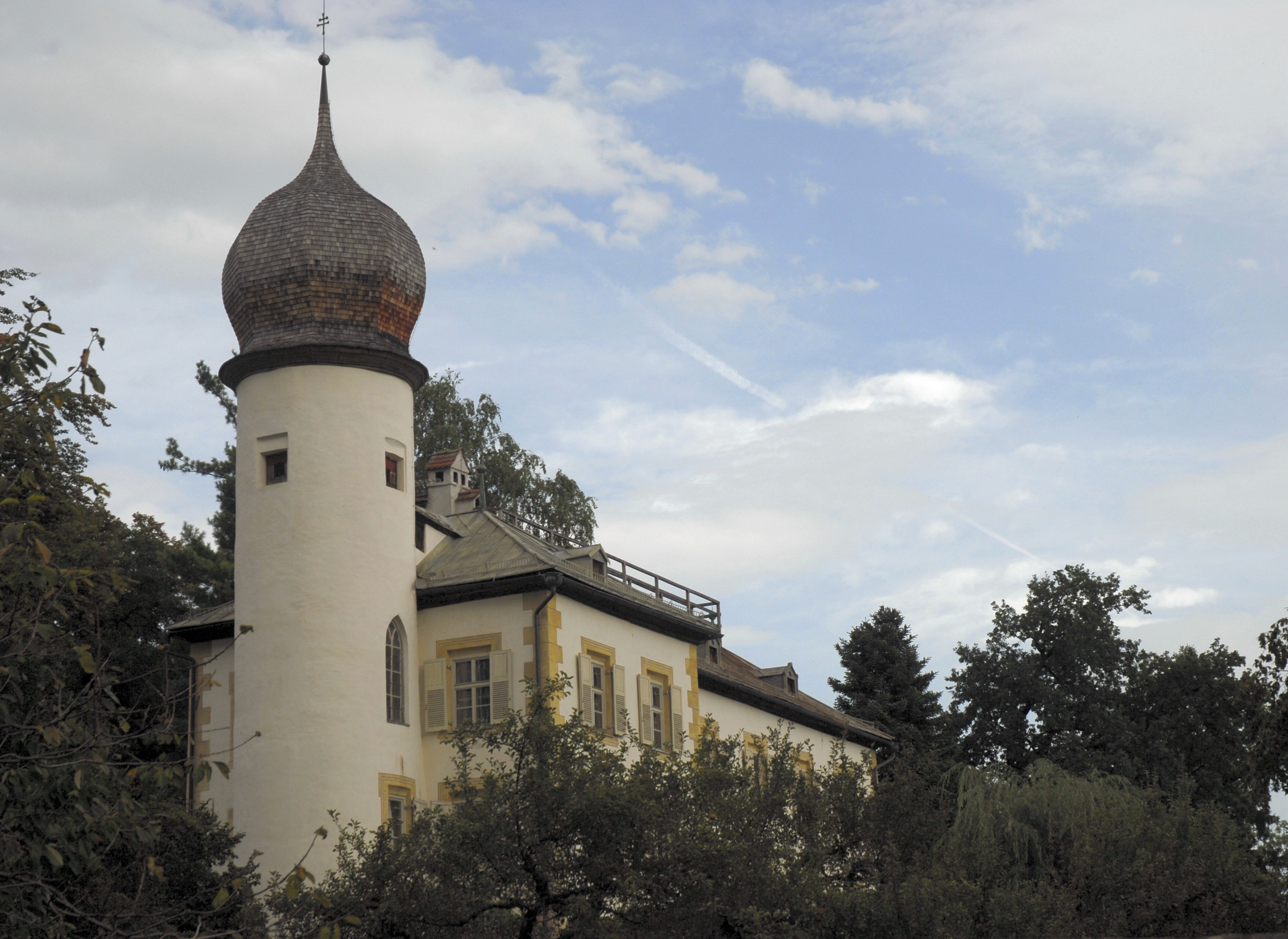
Schloss Krippach

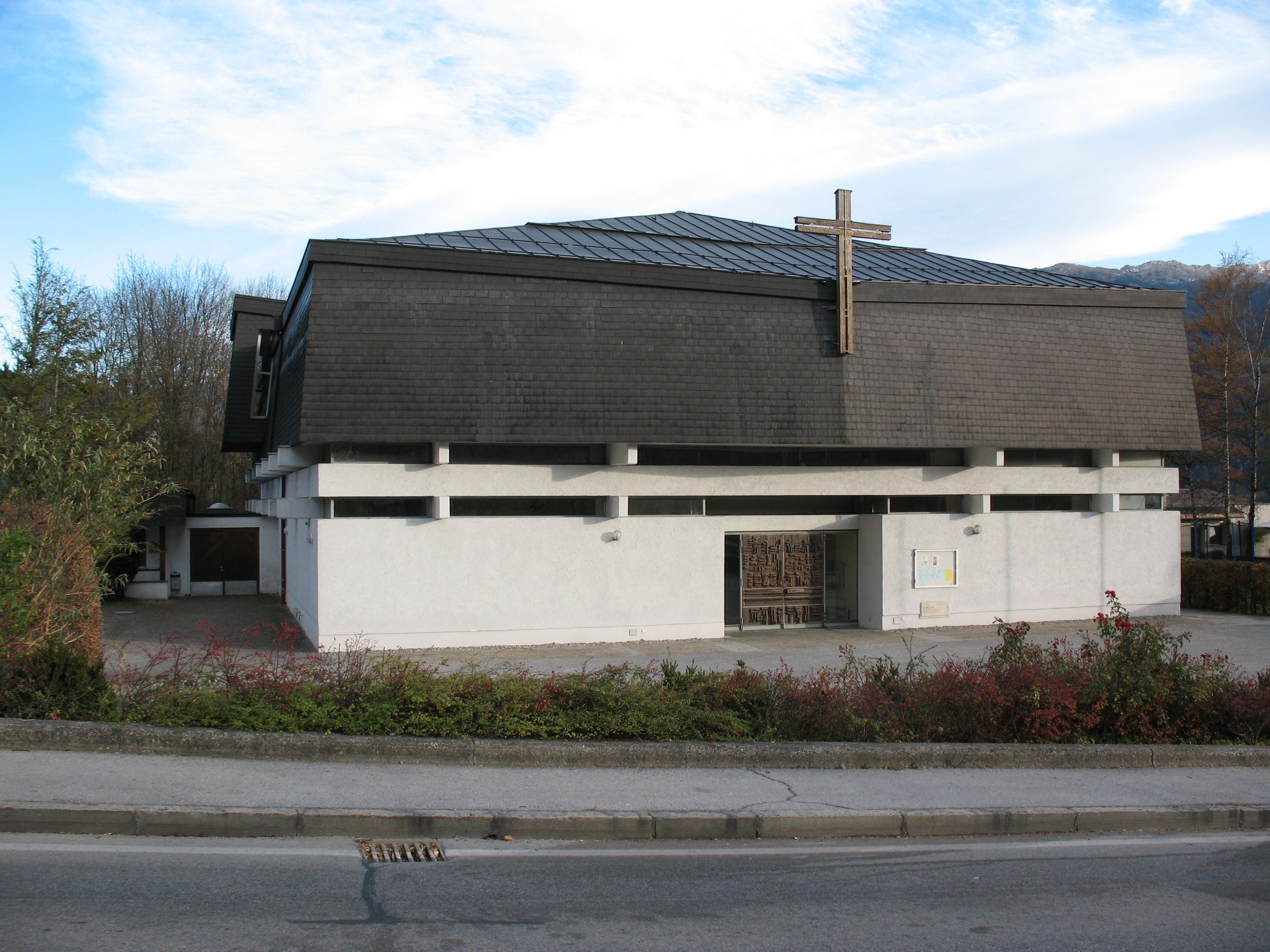
Pfarrkirche Absam-Eichat

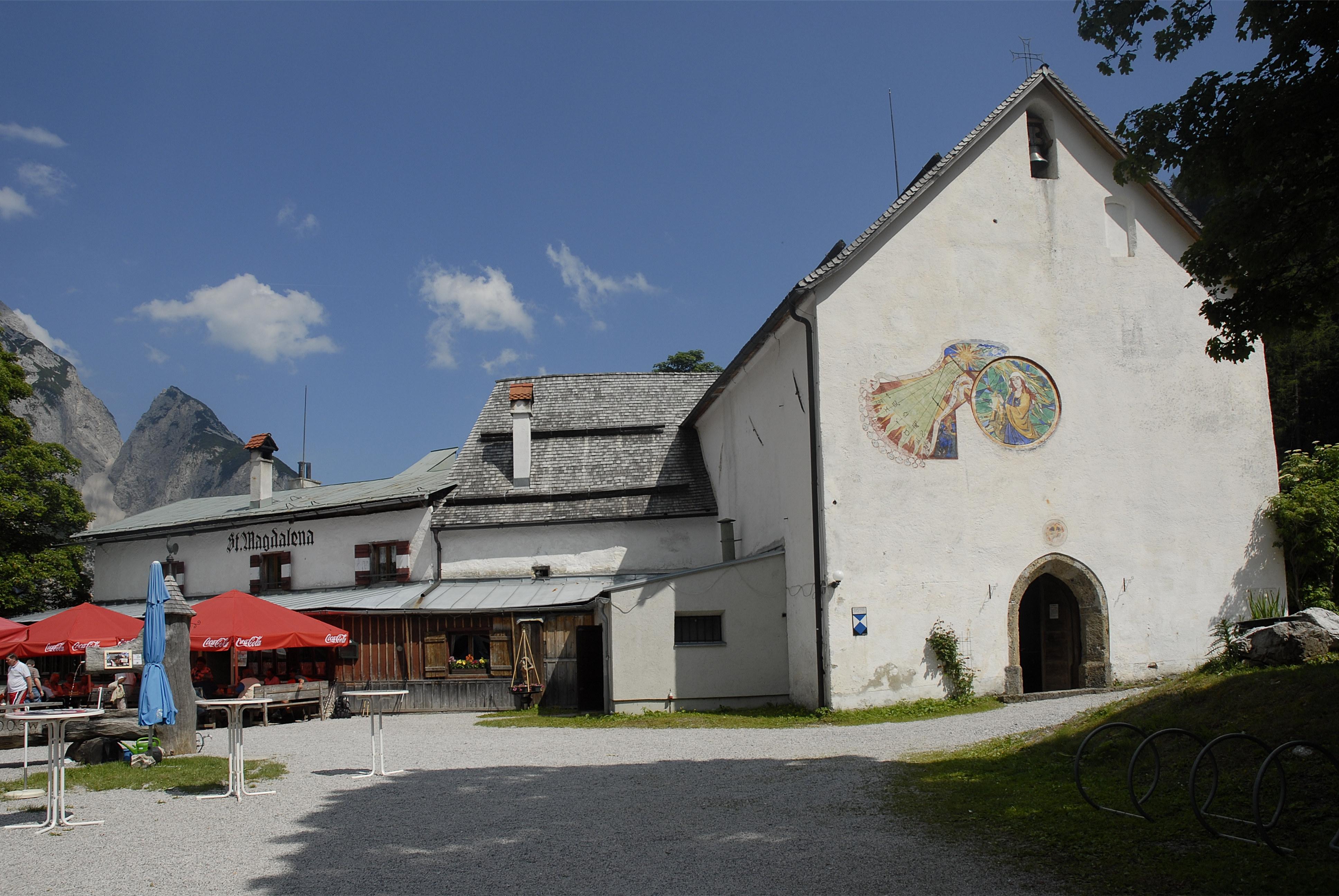
Sankt Magdalena im Halltal, im Hintergrund die Hüttenspitze

- Basilika St. Michael: Am 24. Juni 2000 wurde die Pfarrkirche mit dem Patrozinium hl. Michael zur Basilika minor erhoben. Am rechten Seitenaltar befindet sich das seit dem 24. Juni 1797 verehrte Gnadenbild  der Muttergottes. Viele Votivtafeln in der Basilika zeugen von erhörten Gebetsanliegen. Absam ist wegen des Gnadenbilds Marienwallfahrtsort, daher wird die Basilika oft Marienbasilika genannt, obwohl die Basilika selbst nicht dem Patrozinium der Gottesmutter anvertraut ist.
- Pfarrkirche Absam-Eichat
- Ehemaliges Kloster Sankt Magdalena im Halltal
- Alte Schmiede Absam
- Absam-Schanzen

## Wirtschaft und Infrastruktur

### Sport
- Wintersportmöglichkeiten: Rodelbahn, Absam-Schanzen und Langlaufloipen
- Wanderweg von Absam ins Halltal, wo sich das ehemalige Kloster St. Magdalena und Relikte des Salzbergbaus befinden.

### Verkehr
- Eisenbahn: Anfang des 20. Jahrhunderts gab es Pläne einer Überlandstraßenbahn welche Absam und die restlichen MARTHA-Dörfer an Innsbruck angebunden hätte. Diese wurde nie gebaut, jedoch ging 1909 die Lokalbahn Innsbruck–Hall in Tirol in Betrieb, ohne Anbindung an Absam.[4] Der nächste Bahnhof befindet sich in Hall, welcher über die Ortsbusse erreichbar ist.
- Straßenverkehr: Die Dörferstraße (L8) führt über die MARTHA-Dörfer nach Hall und Innsbruck. Von dieser zweigt sich die Gnadenwalder Straße (L225) nach Gnadenwald und Fritzens ab.

- Öffentlicher Verkehr: Folgende VVT-Linien der Ledermair Verkehrsbetriebe und Firma Innbus (IVB) verkehren von und nach Absam und den Ortsteil Eichat:[5]
  - 3: Hall – Eichat – Gnadenwald
  - 6: Hall – Mils – Eichat – Hall
  - 7: Hall – Eichat – Mils – Hall
  - 501: Innsbruck – Rum – Thaur – Absam – Hall
  - 502: Innsbruck – Rum – Thaur – Absam – Eichat
  - 503: Innsbruck – Rum – Thaur – Absam – Eichat – Hall
  - 502N: Innsbruck – Rum – Thaur – Absam – Eichat (Nachtbus: Eine Fahrt unter der Woche, Fünf am Wochenende)

## Politik

### Gemeinderat
Der Gemeinderat hat 19 Mitglieder, bis 1998 17 Mitglieder. 
- Mit den Gemeinderats- und Bürgermeisterwahlen in Tirol 1998 hatte der Gemeinderat folgende Verteilung: 7 ÖVP, 5 SPÖ, 2 FPÖ, 2 Absamer Liste und 1 GRÜNE.[6]
- Mit den Gemeinderats- und Bürgermeisterwahlen in Tirol 2004 hatte der Gemeinderat folgende Verteilung: 8 SPÖ, 5 Absamer Liste ÖVP, 4 Für Absam ÖVP und 2 GRÜNE.[7]
- Mit den Gemeinderats- und Bürgermeisterwahlen in Tirol 2010 hatte der Gemeinderat folgende Verteilung: 12 SPÖ, 5 ÖVP und 2 GRÜNE.[8]
- Mit den Gemeinderats- und Bürgermeisterwahlen in Tirol 2016 hatte der Gemeinderat folgende Verteilung: 10 SPÖ, 4 ÖVP, 3 ZUKA Philipp Gaugl, 1 GRÜNE und 1 FPÖ.[9]
- Mit den Gemeinderats- und Bürgermeisterwahlen in Tirol 2022 hat der Gemeinderat folgende Verteilung: 8 ÖVP, 8 SPÖ, 2 GRÜNE und 1 BFA.[10]

### Bürgermeister
- 1992–2004 Michael Mayr[11]
- 2004–2021: Arno Guggenbichler (Bürgermeister Arno Guggenbichler und Team – SPÖ und Parteiunabhängige)[12]
- seit 2021: Manfred Schafferer (Bürgermeister Arno Guggenbichler und Team – SPÖ und Parteiunabhängige)[13]

### Wappen
Das 1965 verliehene Gemeindewappen zeigt eine Geige und das Gnadenbild der Basilika. Das Instrument erinnert an einen der berühmtesten Söhne der Gemeinde, den Geigenbauer Jakob Stainer, das Gnadenbild verweist auf die Marienerscheinung von 1797, die Absam zu einem der bedeutendsten Wallfahrtsorte Tirols werden ließ.

## Persönlichkeiten

### Ehrenbürger der Gemeinde
2021: Arno Guggenbichler, Altbürgermeister
- Jahr: Michael Mayr, Altbürgermeister

### Söhne und Töchter der Gemeinde
- Franz Colleselli (1922–1979), Volkskundler
- Franz Fischler (* 1946), ehemaliger EU-Kommissar, Politiker, Minister
- Josef Holzhammer (1850–1942), Politiker, Mitglied des Abgeordnetenhauses 1908–1911, Abgeordneter zum Tiroler Landtag 1919–1925[15]
- Wolfgang Kattnig (* 1963), Triathlet
- Sigmund Kripp (* 1928), Sozialpädagoge
- Johannes Obleitner (1893–1984), Bildhauer und Maler
- Sebastian Ruf (1802–1877), Priester, Psychologe und Lokalhistoriker
- Walpurga Schindl (1826–1872), Schriftstellerin
- Jakobus Stainer (1619–1683), Geigenbauer
- Max Weiler (1910–2001), Maler

### Personen mit Bezug zur Gemeinde
- Josef Feistmantl (1939–2019), Rennrodler, Olympiasieger Doppelsitzer 1964
- Andreas Linger (* 1981) und Wolfgang Linger (* 1982), Rennrodler, Olympiasieger Turin 2006 und Vancouver 2010
- Karl Obleitner junior (* 1929), Bildhauer und Maler
- Ernst Vettori (* 1964), Skispringer und Olympiasieger 1992
- Pia Maria (* 2003), Sängerin und Teilnehmerin  für Österreich beim Eurovision Song Contest 2022

## Sonstiges

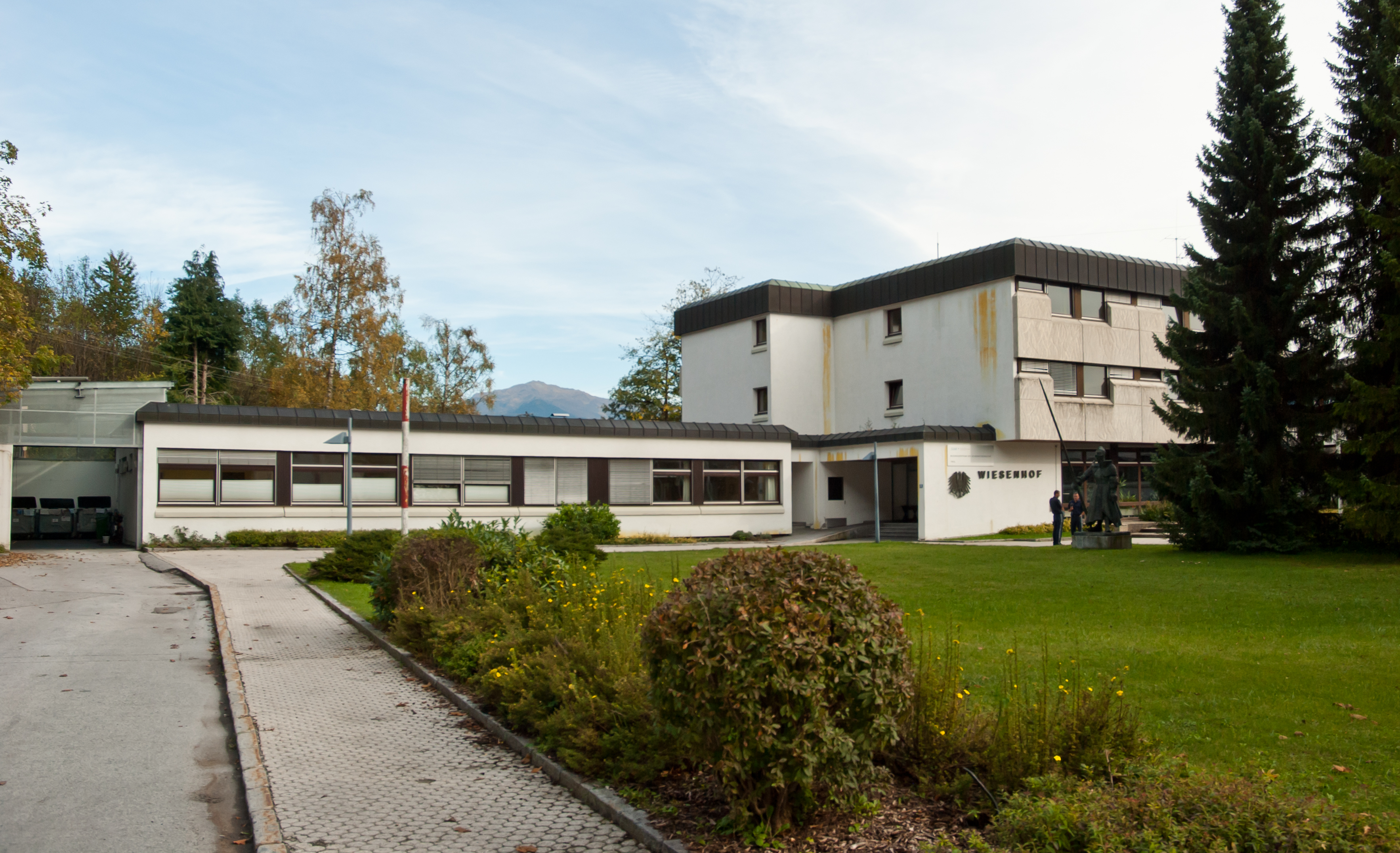
Bildungszentrum der Sicherheitsakademie Absam

- In Absam befindet sich die Andreas-Hofer-Kaserne des österreichischen Bundesheeres.
- Absam ist der Standort des Bildungszentrums der Sicherheitsakademie in Tirol
- Absam ist Ort der Handlung des Films Der Goldene Nazivampir von Absam 2 – Das Geheimnis von Schloß Kottlitz
- Die Gemeinde ist Mitglied im Klimabündnis Tirol.
- Die Freiwillige Feuerwehr Absam erhielt im Jahr 2014 den zweiten Platz beim internationalen Conrad-Dietrich-Magirus-Preis für ihre außergewöhnliche Leistung beim Waldbrand auf dem Hochmahdkopf 2014. Sie wurde nur von der Feuerwehr aus Rio de Janeiro geschlagen. Den dritten Platz belegte die Feuerwehr der Insel Lampedusa.[16]